# Vandellòs i l'Hospitalet de l'Infant
Vandellòs i l'Hospitalet de l'Infant (em catalão e oficialmente) ou Vandellós y Hospitalet del Infante (em castelhano) é um município da Espanha na comarca de Baix Camp, província de Tarragona, comunidade autónoma da Catalunha. Tem 102,7 km² de área e em 2021 tinha 6 645 habitantes (densidade: 64,7 hab./km²).

## Demografia
| Variação demográfica do município entre 1991 e 2004 [carece de fontes?] | Variação demográfica do município entre 1991 e 2004 [carece de fontes?] | Variação demográfica do município entre 1991 e 2004 [carece de fontes?] | Variação demográfica do município entre 1991 e 2004 [carece de fontes?] |
| ----------------------------------------------------------------------- | ----------------------------------------------------------------------- | ----------------------------------------------------------------------- | ----------------------------------------------------------------------- |
| 1991                                                                    | 1996                                                                    | 2001                                                                    | 2004                                                                    |
| 4162                                                                    | 4253                                                                    | 4373                                                                    | 4839                                                                    |